# Dennis Hart
Dennis Hart (* 4. Oktober 1951 in Minden; † 3. Dezember 2016) war ein deutscher Komponist, Musiker und Produzent.

## Leben
Nach Studium und einer wissenschaftlichen Tätigkeit im Hochschulbereich (u. a. als Soziologe an der juristischen Fakultät der Universität Bielefeld) wurde Hart 1982 zum freischaffenden Komponisten.
Er bevorzugte die Musik seit Mitte der 1960er Jahre und veröffentlichte 17 CDs, die seit Beginn der 1990er Jahre im Club Bertelsmann erschienen. Seine Musik war in mehreren Film- und TV-Produktionen zu hören. Hart veröffentlichte Sonder-CDs für Lufthansa, 1995 und 2001 für Greenpeace Deutschland, Songs with the whales ist offizielles Give-away von Greenpeace Deutschland. Hart lebte und arbeitete in Melbeck.

## Diskografie
- 1986 Mental Balance
- 1987 Gravitation
- 1987 Spirit Of Life
- 1988 Vision
- 1988 Sommertraum
- 1989 Terra Inco
- 1990 Wolkenreise
- 1990 Sternthaler
- 1991 Meridian
- 1992 Contiki
- 1999 Silbermond
- 2001 Songs With The Whales
- 2008 Veermaster
- 2008 White Nights
- 2008 Zeitenwende